# Cherub Rock
«Cherub Rock» es una canción y sencillo de la banda estadounidense de rock alternativo The Smashing Pumpkins perteneciente al disco Siamese Dream y publicado el 13 de julio de 1993. Existen dos versiones de este sencillo. Esta canción fue nominada al premio Grammy a la mejor interpretación de hard rock en 1994.

## Composición
"Cherub Rock" fue una de las últimas canciones que se escribieron para el álbum, y la letra habla acerca de la percepción de Corgan acerca de la comunidad de indie rock y los grandes medios. La canción es interpretada en afinación estándar con una octava de G sostenido en el 11.° traste, el mismo que es usado por la banda en canciones como "Drown", "Tristessa" y "Starla". El prominente solo de guitarra fue logrado grabando la guitarra en dos pistas distintas, las cuales se hicieron correr simultáneamente, con la velocidad de una ligeramente alterada. Su grabación se caracteriza por contener la técnica del overdubbing, influenciado por los géneros del shoegazing y el arena rock de los años 70.

## Recepción
Corgan insistió para que la canción fuera lanzada como el primer sencillo del álbum, en contra de los deseos de los productores ejecutivos quienes creían que "Today" sería un sencillo más fuerte. A pesar de que los deseos de Corgan fueron respetados, el sencillo fue recibido por la crítica con menos entusiasmo que "Today", sin embargo se mantiene como uno de los favoritos de los fanes. Se puede encontrar una versión acústica de la canción en el vídeo recopilatorio en vivo Vieuphoria y en su audio de acompañamiento Earphoria.
La canción tuvo un éxito moderado para la banda, siendo interpretada el 30 de octubre de 1993 en Saturday Night Live y posicionándose en el puesto número 43 de Triple J Hottest 100 at number. Los lectores de ""Guitar World" clasificaron en el número 97 a "Cherub Rock" en la lista de los 100 mejores solos de guitarra de todos los tiempos. En junio de 2008, una encuesta para los lectores de la revista Rolling Stone, posicionó la canción dentro de las 25 mejores composiciones de guitarra de todos los tiempos. En marzo de 2005, Q magazín la incluyó en el número 67 en si lista de las 100 Mejores Composiciones de Guitarra.
Después del relanzamiento en 2011 de Siamese Dream, la web Consequence of Sound comentó que el sencillo "parecía haber sido hecho a la medida para encajar en el formato de radio del rock moderno emergente."

## Vídeo musical
El vídeo muestra imágenes de la banda tocando en una localización boscosa. Fue grabado enteramente en formato Super8 en las afueras de San Francisco, teniendo un presupuesto bastante bajo. EL director Kevin Kerslake empleó distintas técnicas destructivas en el desarrollo de la cinta, para poder darle una apariencia sucia y estropeada al vídeo. Corgan se mostró extremadamente infeliz con la experiencia de grabación, y la banda no volvió a trabajar con el director.

## Cultura popular
El canal TBS usó el inicio de la canción casi en su totalidad en la introducción de su cobertura de la NASCAR Busch Series en 1999.
La canción está incluida en numerosos videojuegos como Guitar Hero III: Legends of Rock, Rock Band y Power Gig: Rise of the SixString.
La banda Roses Are Red de Rochester, Nueva York versionó la canción para el compilatorio "The Killer in You: A Tribute to Smashing Pumpkins" de Reignition Records' en 2005.

## Lista de canciones
CD / 12" versión vinilo
1. «Cherub Rock»  – 4:59
2. «Pissant»  – 2:30
3. «French Movie Theme» / «The Star-Spangled Banner»  – 3:50

- Existe una canción oculta, una versión del Himno estadounidense cantado por Billy Corgan.
- Pissant luego fue incluida en la versión japonesa de Siamese Dream y en Pisces Iscariot.
- French Theme Movie fue incluida en Vieuphoria y Earphoria.

7" versión vinilo (sólo 5000 copias)
1. «Cherub Rock»  – 4:59
2. «Purr Snickety»  – 2:50

7" Siamese Singles versión vinilo (sólo en Box set)
1. «Cherub Rock»  – 4:59
2. «Siamese Dream»  – 2:40

## Personal
- Billy Corgan – voz, guitarra, producción
- James Iha – guitarra, voz
- D'arcy Wretzky – bajo, voz
- Jimmy Chamberlin – batería

## Posición en las listas
| Lista (1993)                          | Posición |
| ------------------------------------- | -------- |
| UK Singles Chart                      | 31       |
| U.S. Billboard Modern Rock Tracks     | 7        |
| U.S. Billboard Mainstream Rock Tracks | 23       |
| Canadian RPM Singles Chart            | 91       |